# كلودين ريدي
الكونتيسة كلودين سوزانا ريدي دي كيس ريده (المجرية: Gróf kisrédei Rhédey Klaudina Zsuzsanna؛ 21 سبتمبر 1812 - 1 أكتوبر 1841)؛ كانت نبيلة مجرية، وزوجة الدوق ألكسندر من فورتمبيرغ، كان ابنها فرانسيس دوق تيك والد الملكة ماري قرينة جورج الخامس ملك المملكة المتحدة، الملك البريطاني الحالي تشارلز الثالث هو حفيدها من الجيل الرابع.

## السيرة
ولدت الكونتيسة في ملكية عائلتها بقلعة ريدي، الواقعة في ترانسيلفانيا (التي كانت آنذاك جزءاً من الإمبراطورية النمساوية، اليوم تقع في رومانيا)؛ والدها الكونت لازلو ريدي دي كيس ريده (29 سبتمبر 1775 - 22 نوفمبر 1833)؛ وزوجته البارونة أغنيس إنسدِي دي ناغي-فاراد (حوالي 1788 - حوالي 1856)، كانت عائلة ريدي معروفة منذ القرن الثالث عشر، بأنها واحدة من العديد من العائلات المجرية النبيلة المنحدرة من أسرة أبا، كان أبرز سلف لهذه الأسرة النبيل هو صموئيل أبا الذي أصبح ملك المجر الثالث بين عامي 1041 و1044، والمتزوج من إحدى شقيقات القديس ستيفن الأول ملك المجر الأول، ومن جانب والدتها هي سليل فلاد الراهب شقيق فلاد دراكولا سيئ السمعة، ومن جانب والدها هي سليل يوفان برانكوفيتش.
في عام 1835 تزوجت من الدوق ألكسندر الفورتمبيرغي أصغر أبناء وابن وحيد لوالديه الدوق لودفيغ (الأخ الأصغر فريدرش الأول ملك فورتمبيرغ) وزوجته الأميرة هنرييت من ناساو-فيلبورخ، بسبب القوانين الألمانية المتعلقة بخط الخلافة، كان ينظر إليها على أنها من رتبة غير ملكية واعتبر زواج مرغنطي، حرمت من لقب الدوقة، ولكن تم إنشاء لها كونتيسة فون هوهنشتاين من قبل فرديناند الأول إمبراطور النمسا في 16 مايو 1835 بعد فترة وجيزة من زواجها.
توفيت كلودين في النمسا عام 1841 بعد سقوطها من حصانها ودوسها من الأحصنة الأخرين.

## الذرية
أنجبت له ابن واحد وابنتان؛ في عام 1863 تم ترقية جميع أبنائهما من قبل زوج عمتهم فيلهلم الأول إلى رتبة أمراء وأميرات تيك.
- الأميرة كلودين من تيك (1836-1894)؛ غير متزوجة.
- الأمير فرانسيس دوق تيك (1837-1900)؛ تزوج من الأميرة ماري أديلايد من كامبريدج حفيدة جورج الثالث ملك المملكة المتحدة،[12] كان الزوجان أقارب من الدرجة البعيدة، لأنهما ينحدرا من جورج الأول ملك بريطانيا العظمى، وفي عام 1871 بعد خمس سنوات من زواجهما، رقى فرانتس من قبل ابن عمته كارل الأول ملك فورتمبيرغ إلى لقب دوق تيك، وهو لقب وراثي وتشريفي في مملكة فورتمبيرغ، ولكن دون أن يمنح أراضي مصاحبة له، ولم يتم منح أخواته أي وضع جديد مماثل وظلوا أميرات تيك، ومن زوجته كان لديهما ثلاثة أبناء وابنة واحدة:
  - الأميرة ماري من تيك (1867-1953 ؛ المعروفة في العائلة المالكة باسم ماي)؛ تزوجت من الأمير جورج دوق يورك "الملك جورج الخامس المستقبلي"، ولهما ذرية.
  - أدولفوس كامبريدج مركيز كامبريدج الأول (1868-1927)؛ دوق تيك (خليفة والده)؛ تنازل عنه وعن ألقابه الألمانية خلال الحرب العالمية الأولى لأسباب سياسية واستبدل باللقب البريطاني مركيز كامبريدج، تزوج من مارغريت جروسفينور، ولهما ذرية.
  - الأمير فرانسيس من تيك (1870-1910)، توفي غير متزوج.
  - ألكسندر كامبريدج إيرل أثلون الأول (1874-1957)، الأمير ألكسندر من تيك سابقاً، تنازل مثل شقيقه واستبدل باللقب البريطاني إيرل أثلون، تزوج من الأميرة أليس من ألباني، ولهما ذرية.
- الأميرة أمالي من تيك (1838-1893)؛ تزوجت في 24 أكتوبر 1863 من كارل إرنست لودفيغ بول كونت فون هوغل، وأنجبت له:
  - بول يوليوس كونت فون هوغل (1872-1912)؛ تزوج من آنا بولين هومولاتش تطلقا في عام 1911،[13] ولهما:
    - الكونتيسة هوبرتا أميليا ماكسيميليان بولين فون هوغل (1897-1912).
    - فرديناند بول كونت فون هوغل (1901- 1939).